# オムロン松阪
オムロン松阪株式会社（オムロンまつさか）は、かつて三重県松阪市に本社を置いていた健康機器の製造・販売をする会社である。

## 概要
オムロングループの一社で血圧計、体温計、低周波治療器などの健康機器を製造・販売していたが、2012年（平成24年）4月1日に親会社のオムロン ヘルスケアに吸収合併された。

## 沿革
- 1973年（昭和48年）12月 - 前身となる松阪立石電機株式会社が創業する。
- 1981年（昭和56年）4月 - デジタル血圧計の生産を開始。
- 1982年（昭和57年）10月 - 超音波式吸入器（ネブライザー）の生産を開始。
- 1982年（昭和57年）11月 - 電子体温計の生産を開始。
- 1990年（平成2年）1月 - オムロン松阪株式会社に社名を変更。
- 1994年（平成6年）8月 - 歩数計の生産を開始。
- 1995年（平成7年）8月 - ISO 9002認証を取得。
- 1998年（平成10年）2月 - ISO 14001認証を取得。
- 1999年（平成11年）8月 - ISO 9001認証を取得。
- 2003年（平成12年）7月 - オムロン ヘルスケアの完全子会社となる。
- 2012年（平成24年）4月 - 親会社のオムロン ヘルスケアに吸収合併される。

## 主な製品
- 上腕式血圧計
- 手首式血圧計
- 体温計
- 超音波式吸入器（ネブライザー）
- マッサージチェア
- 低周波治療器